# SNCF Z 27500
Die Z 27500, auch ZGC genannt, sind die elektrische und zweisystemfähige Version der autorail à grande capacité (AGC).

## Beschreibung
Im Jahr 2002 gewann Bombardier die Ausschreibung für eine neue Triebzuggeneration, den autorail à grande capacité, welche die bisherigen lokbespannten TER ablösen. Diese Triebzugserie war die zu diesem Zeitpunkt größte Einzelbestellung in der Geschichte der SNCF. Nur die neuen Einheiten der Typen Alstom Coradia Polyvalent und Bombardier Régio2N wurden in größerer Stückzahl bestellt (Auslieferung ab 2013). Die Autorail à grande capacité wurden in drei weiteren Versionen beschafft: Dieseltriebzüge (XGC) X 76500, Zweikrafttriebzüge (Diesel und 1500 V Gleichspannung, BGC) B 81500 sowie Zweisystem- und Zweikrafteinheiten (Diesel, 1500 V Gleich- und 25 kV Wechselspannung mit 50 Hz) (BBGC/BiBi) B 82500.
Die Z 27500 gibt es als drei- und vierteilige Einheiten. Bei der SNCF sind 108 vier- und 103 dreiteilige Züge im Einsatz.

## Stationierung
Die Z 27500 sind in folgenden Bahnbetriebswerken beheimatet:
- Caen TER Basse-Normandie (9 Einheiten: 7. Juni 2011)
- Dijon-Perrigny TER Bourgogne (10 Einheiten: 7. Juni 2011)
- Dijon-Perrigny TER Franche-Comté (4 Einheiten: 7. Juni 2011)
- Epernay TER Champagne-Ardenne (13 Einheiten: 7. Juni 2011)
- Metz-Sablon TER Lorraine (14 Einheiten: 7. Juni 2011)
- Metz-Sablon TER Alsace (6 Einheiten: 7. Juni 2011)
- Nantes-Blottereau TER Pays de la Loire (18 Einheiten: 7. Juni 2011)
- Nîmes TER Languedoc-Roussillon (37 Einheiten: 7. Juni 2011)
- Rennes TER Bretagne (14 Einheiten: 7. Juni 2011)
- Sotteville TER Haute-Normandie (23 Einheiten: 7. Juni 2011)
- Thionville TER Lorraine (18 Einheiten: 7. Juni 2011)
- Toulouse TER Midi-Pyrénées (20 Einheiten: 7. Juni 2011)
- Tours-Saint-Pierre TER Centre (10 Einheiten: 7. Juni 2011)
- Vénissieux TER Rhône-Alpes (15 Einheiten: 7. Juni 2011)

## Bilder

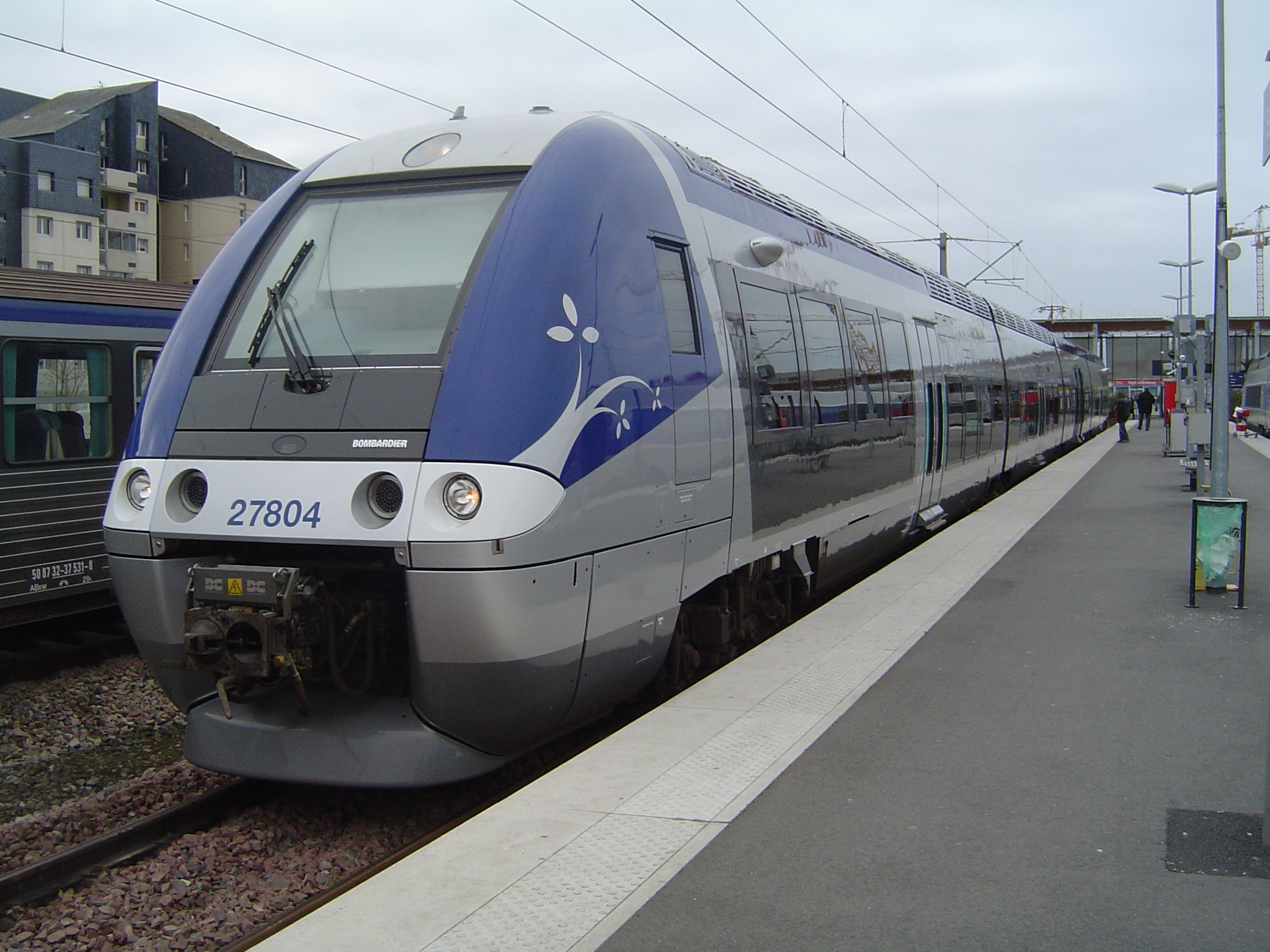
Z 27804 im Bahnhof Saint-Malo.
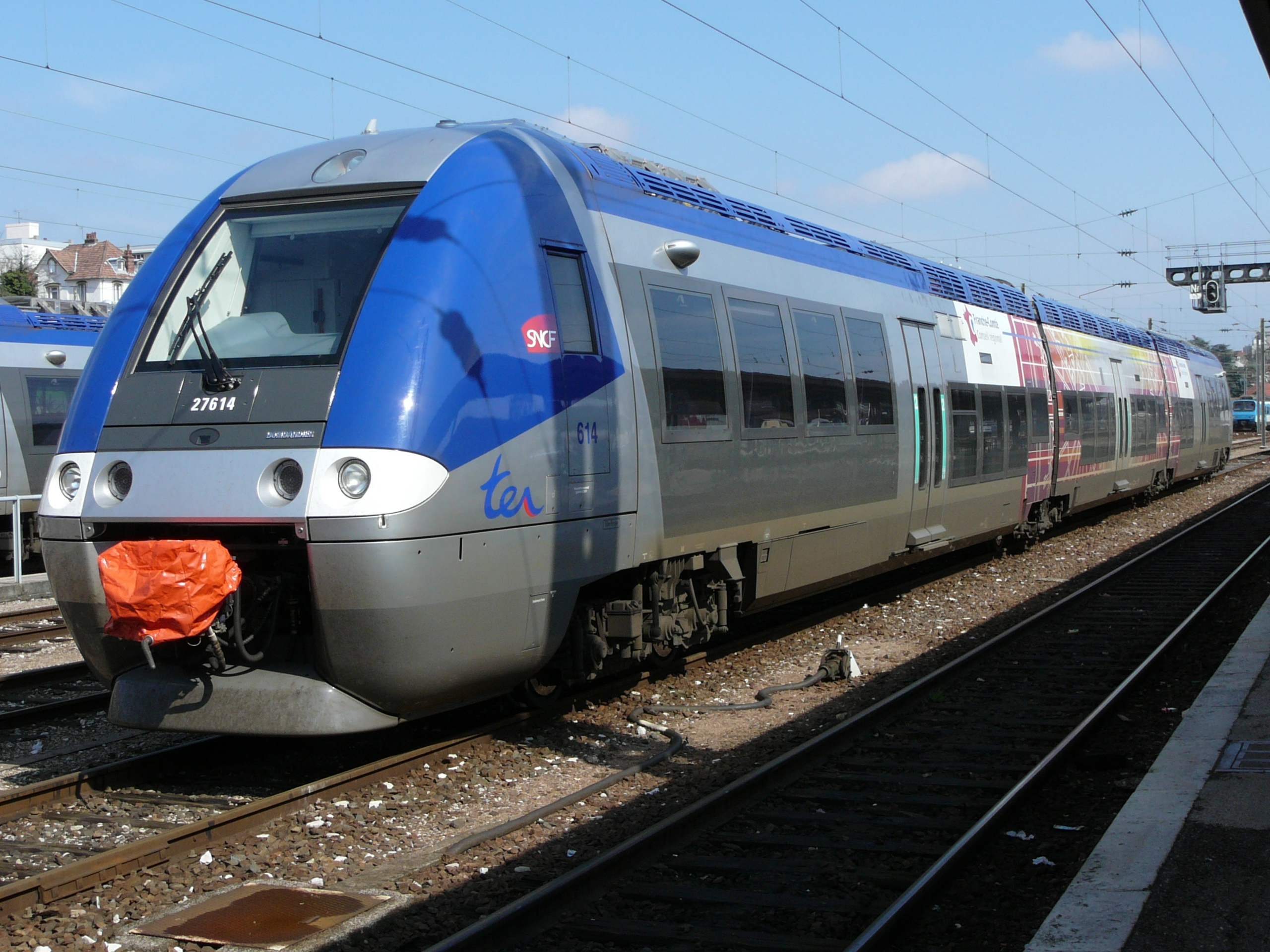
ZGC im Bahnhof Besançon-Viotte.
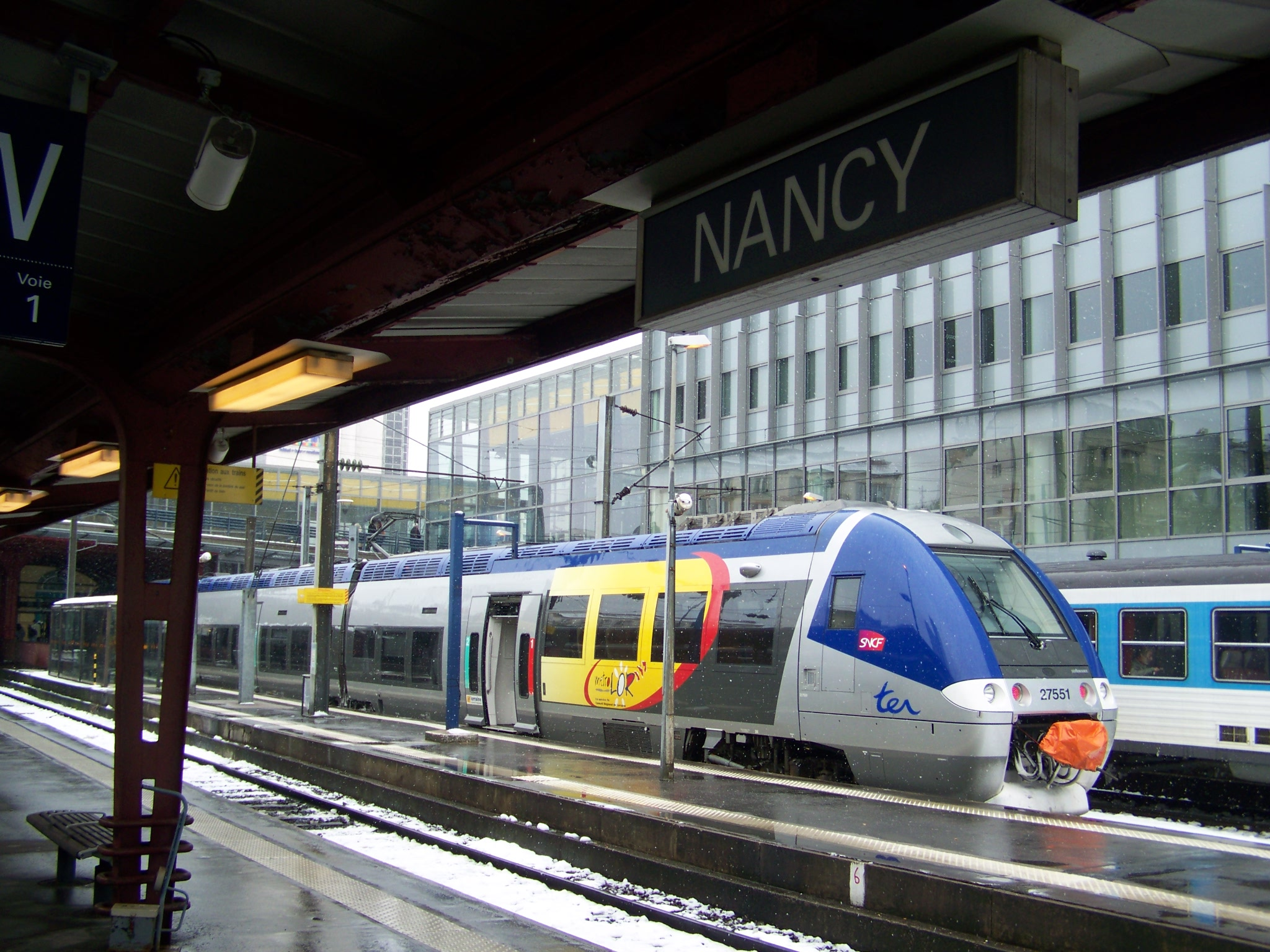
ZGC im Bahnhof Nancy
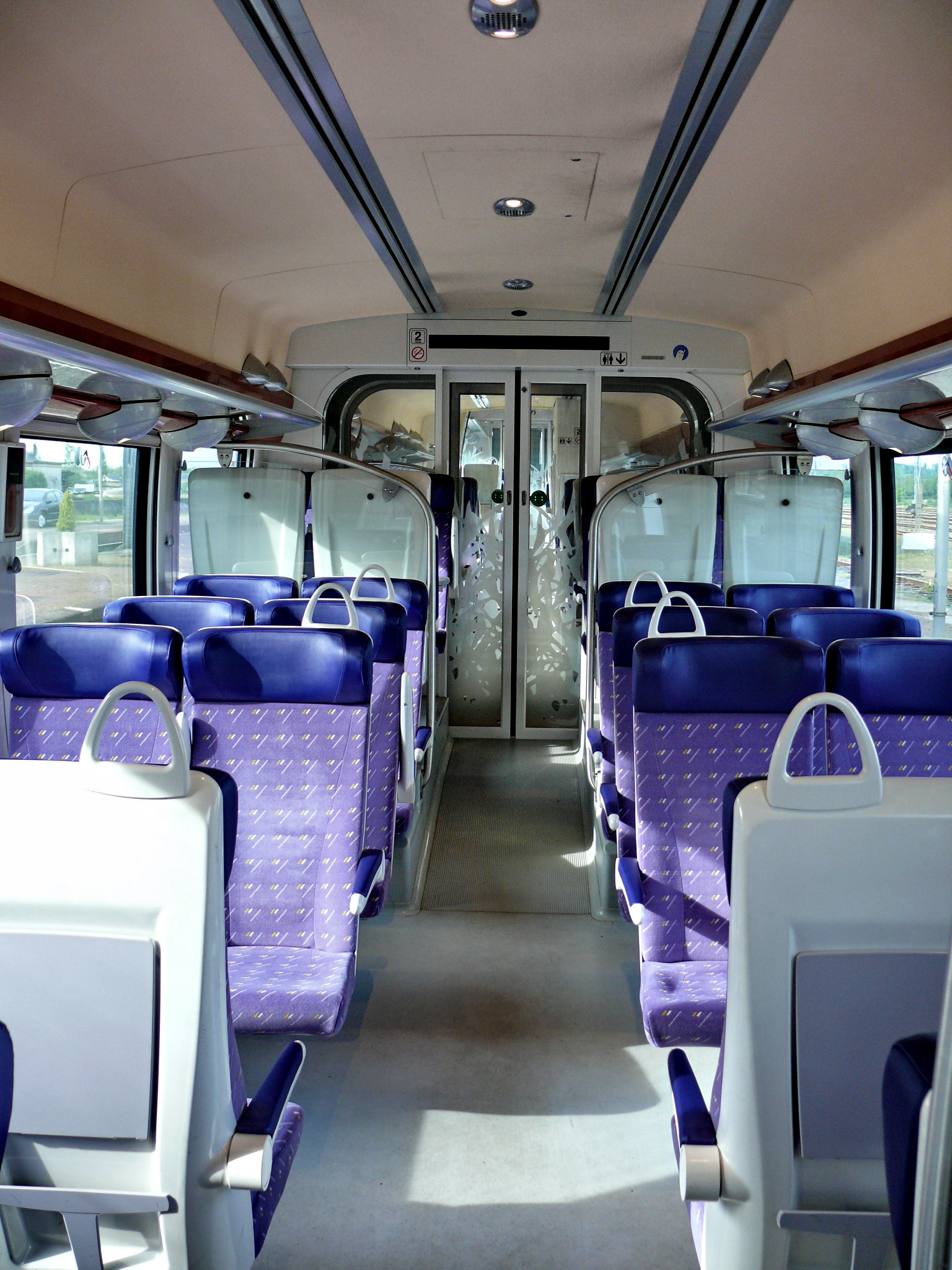
Innenausstattung eines ZGC.
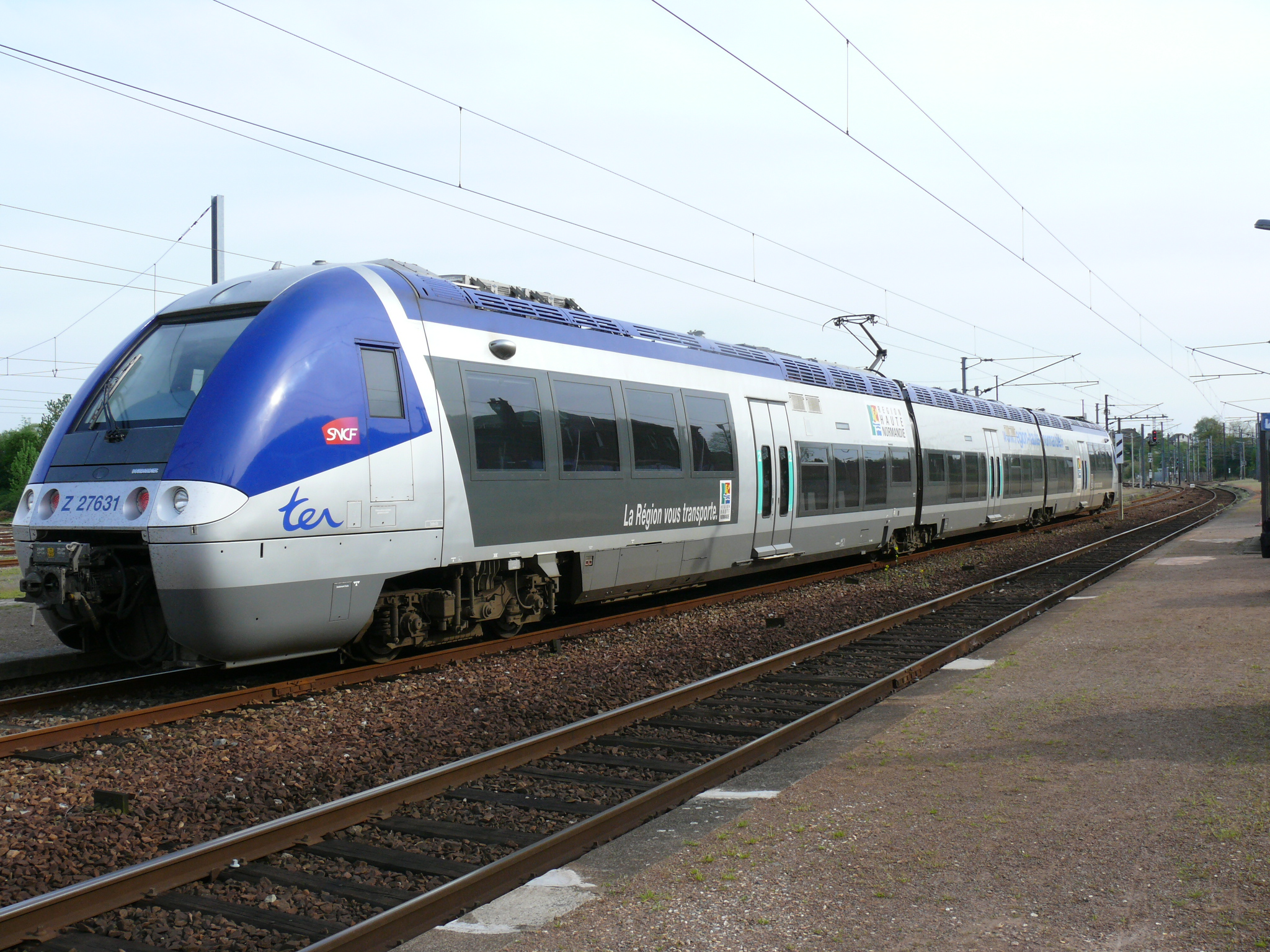
ZGC im Bahnhof Serqueux